# Hans Josef Schober
Hans Josef Schober (* 14. Oktober 1944 in Holenbrunn, Oberfranken) ist ein österreichischer Astronom und Universitätsprofessor.

## Leben und Werk
Hans Josef Schober studierte an der Universität Graz Astronomie und promovierte 1971 zum Dr. phil. Schon während seiner Studienzeit arbeitete er von 1967 bis 1971 als wissenschaftliche Hilfskraft am Institut für Astronomie der Universität Graz, nach seiner Promotion wurde er Universitäts-Assistent bei Professor Hermann Haupt und widmete sich wie dieser der physikalischen Beobachtung und Erforschung der Kleinplaneten. Vom Mai 1974 an war Hans Josef Schober für ein Jahr als wissenschaftlicher Angestellter am Astronomischen Institut der Ruhr-Universität Bochum tätig. 1977 habilitierte er im Fach Astronomie. Er widmete sich der Erforschung der photoelektrischen Photometrie der Kleinplaneten, wo er eine große Anzahl von Beiträgen über deren Lichtkurven und Rotationsdauer liefern konnte. Er entdeckte Kleinplaneten mit sehr langsamer Rotation und studierte komplexe Lichtkurven.
Schober war für die Planung und Baukontrolle des Observatoriums Lustbühel maßgeblich verantwortlich. Damit war er führend an der Konzeption der astronomischen Forschung in Österreich beteiligt. Das Institut für Astronomie an der Grazer Universität ging mit Beschluss vom 3. Dezember 1999 zusammen mit dem Institut für Meteorologie und Geophysik im gemeinsamen Institut für Geophysik, Astrophysik und Meteorologie (IGAM) auf und ist seit April 2004 ein Institutsbereich des Instituts für Physik der Universität Graz.
Nach Hans Josef Schober wurde der Asteroid (2871) Schober benannt.

## Wissenschaftliche Publikationen (Auswahl)
- Photoelectric photometry and rotation periods of three large and dark asteroids – 49 Pales, 88 THISBE and 92 Undina. Astronomy and Astrophysics, Supplement Series, vol. 36, April 1979
- On the light variations of the C-type asteroids 140 Siwa and 790 Pretoria. Astronomy and Astrophysics, Supplement Series, vol. 38, November 1979
- The large C-type asteroid 423 Diotima – Rotation period, lightcurve and implications for a possible satellite. Astronomy and Astrophysics (ISSN: 0004-6361), vol. 127, no. 2, November 1983
- Rotations of all asteroids larger than 200 KM. Asteroids, comets, meteors; Proceedings of the Meeting, Uppsala, Sweden, June 20-22, 1983. Uppsala, Sweden, Astronomiska Observatoriet, 1983

## Auszeichnungen
- 2014: Großes Ehrenzeichen des Landes Steiermark[3]